# Pelargonium crassipes
Pelargonium crassipes là một loài thực vật có hoa trong họ Mỏ hạc. Loài này được Harv. mô tả khoa học đầu tiên.